# Cumene
Il cumene (o isopropilbenzene) è un composto organico costituito da un anello benzenico a cui è legato un gruppo isopropilico.
È un idrocarburo aromatico che a temperatura e pressione ambiente si presenta come un liquido incolore con odore caratteristico. È presente nel greggio.
È solubile in alcoli, eteri e benzene; è completamente insolubile in acqua.

## Produzione
Il cumene viene prodotto per alchilazione del benzene con propilene, secondo la seguente reazione esotermica:
Per diminuire la formazione di composti con più sostituenti si opera con un rapporto benzene-propilene maggiore di 1 (ovvero in rapporti non stechiometrici, con il propilene come reagente limitante).
La reazione avviene per catalisi acida in fase liquida.
In particolare può produrre attraverso i seguenti processi:
- processo catalizzato con cloruro di alluminio
- processo SPA (dall'inglese Solid Phosphoric Acid, ovvero "acido fosforico solido")
- processo CD (dall'inglese Catalytic Distillation, ovvero "distillazione catalitica").[2]

Durante la sintesi del cumene viene ottenuto anche α-metilstirene come prodotto secondario.

### Processo catalizzato con cloruro di alluminio
Nel processo catalizzato con cloruro di alluminio viene utilizzato come catalizzatore (liquido) cloruro di alluminio (AlCl3) e la catalisi avviene in fase liquida. Si utilizza inoltre cloruro di isopropile come promotore. La reazione che ha luogo è una reazione di Friedel-Crafts alchilica:
Nel caso particolare, il gruppo alchilico R+ è rappresentato dal gruppo isopropilico CH3-CH+-CH3.
Si opera a temperature prossime ai 35-70 °C.
Il meccanismo di reazione coinvolge la formazione di un superacido (HAlCl4), per cui i materiali utilizzati per questo processo sono particolarmente costosi dovendo resistere a condizioni particolarmente aggressive dal punto di vista chimico.

### Processo SPA

Acido polifosforico, utilizzato nel processo SPA

Il processo SPA fa uso di un catalizzatore costituito da acido polifosforico (numero CAS: 8017-16-1) impregnato su silice.
Si utilizza un reattore a letto fisso con più stadi. L'alimentazione in testa alla colonna è costituita da benzene, mentre in ogni stadio vengono inviate più alimentazioni laterali costituite da propilene e da vapore. Il propilene viene inviato in più stadi in modo da tenere alto il rapporto benzene-propilene, mentre il vapore ha lo scopo di controllare la temperatura e di evitare che dall'acido fosforico si formino dei composti volatili, in particolare esteri alchilfosforici.
Siccome si ha la presenza di acido polifosforico disciolto in acqua, anche in questo caso l'ambiente di reazione è particolarmente corrosivo.

### Processo CD
Esistono due varianti del processo di distillazione catalitica:
- fixed-bed catalytic distillation (o FCD);
- suspension catalytic distillation (o SCD).

Il processo FCD utilizza un reattore a contatto gas-liquido (in particolare una colonna a piatti), all'interno del quale il catalizzatore (solido) è accomodato in un letto fisso.

## Applicazioni
Il cumene è un intermedio della sintesi di acetone e fenolo attraverso il cosiddetto processo Hock, che avviene secondo le seguenti reazioni successive:
Il processo Hock passa attraverso la produzione di idroperossido di cumene, successivamente idrolizzato in fenolo e acetone. L'ossidazione del cumene a idroperossido avviene trattando il cumene con aria in una emulsione acquosa di carbonato di sodio oppure con un catalizzatore redox.